# Medicago scutellata
Espèce
Medicago scutellata, la luzerne à écussons, est une espèce de plantes à fleurs du genre Medicago et de la famille des Fabaceae. C'est une annuelle que l'on trouve dans tout le bassin méditerranéen. Elle établit une relation symbiotique avec la bactérie Sinorhizobium meliloti, qui est capable de fixation de l’azote. Elle a aussi pour noms communs anglophones snail medick et shield medick.
Synonymes :
- Cochleata scutellata (L.) Medik. in Philos. Bot. 1: 210 (1789)
- Medica scutellata (L.) Bubani in Fl. Pyren. 2: 574 (1899)
- Medicago polymorpha var. scutellata L. in Sp. Pl.: 779 (1753)
- Pocockia scutellata (L.) Trautv. in Index Seminum (KIEV, Kioviensi) 1842: 4 (1842)

## Dénomination et habitat
Le limaçon (Medicago scutellata), appelé également luzerne à écussons ou luzerne à écuelles est à évoquer surtout pour la drôle de forme de ses fruits car aujourd'hui, elle est quasiment menacée, compte tenu de sa très forte diminution dans les friches et les champs en jachère du pourtour méditerranéen où elle peut se rencontrer jusqu'à 800 à 1100 m d'altitude.

## Description
Son port étalé plutôt couché est proche des rampantes. Ses feuilles aux folioles ovales à obovales sont finement dentées surtout dans la partie haute. Elle fleurit d'avril à juillet, avec des fleurs jaunes faisant 1 cm maximum de diamètre. La gousse cupuliforme mesure jusqu'à 1,5cm de diamètre et forme 5 à 6 spires concaves aplaties les unes sur les autres, plus petites à la base et au sommet, plus larges au milieu, rappelant une coquille d'escargot. Cette gousse duveteuse sans épines de couleur verte vire au jaune à maturité. Elle contient des graines réniformes.

## Galerie

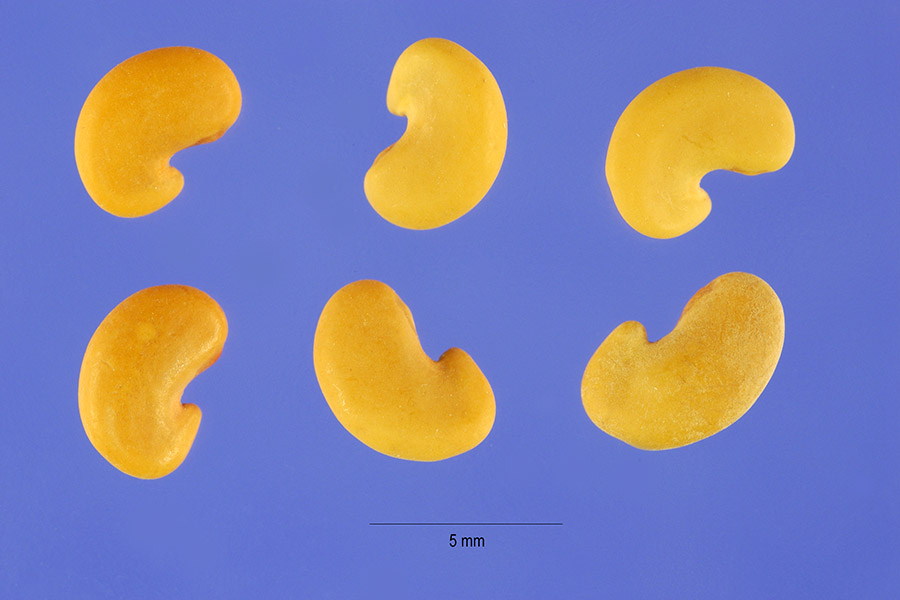
Graines.
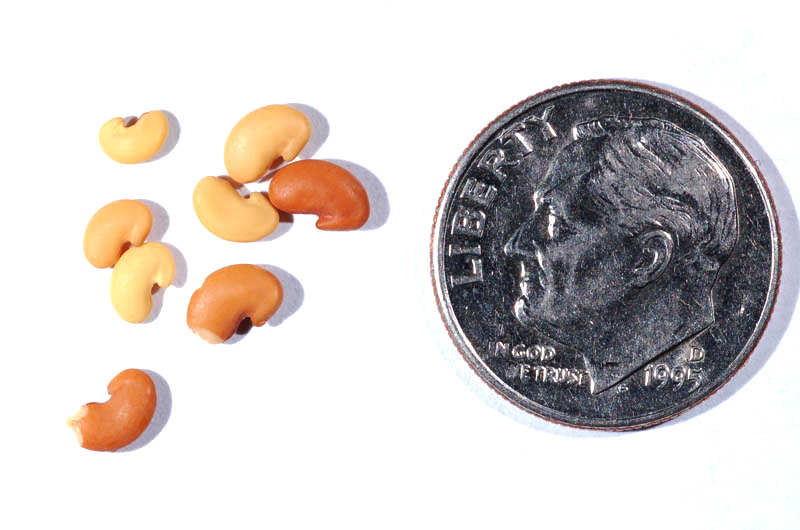
Graines.

## Utilisation
L'intérêt de cette plante fourragère est son adaptation aux sols semi-arides où il est difficile de faire pousser des prairies. Le limaçon se cultive en plein soleil dans un sol pierreux, sec, calcaire, à structure assez fine et bien drainé. Grâce à la pilosité des tiges et feuilles, la plante résiste bien à la sécheresse.
Medicago scutellina a été récemment mise en culture pour le pâturage dans le sud de l’Australie sur des types de sol similaires à Medicago rugosa. Il existe également plusieurs cultivars provenant en partie  d’écotypes naturalisés australiens, avec des rendements plus élevés que les autres luzernes annuelles. L’espèce est assez résistante aux pucerons,,,.